# パトリック・デニーン (政治学者)
パトリック・デニーン (Patrick Deneen、1964年 - ) はアメリカの政治学者。ノートルダム大学教授。

## 経歴
ラトガース大学で政治学を学ぶ。プリンストン大学 (1997年-2005年)、ジョージタウン大学 (2005年 - 2012年)で教鞭をとる。2012年にノートルダム大学に移り、2018年から同校教授。

## 政治哲学
デニーンの関心の対象は、古代政治思想、アメリカ政治思想、民主理論、政治神学、文学と政治の関係、政治経済学と多岐にわたる。デニーンは著名な「カトリック・コミュニタリアン」である。伝統に則ったデニーンの保守主義は、アメリカの多くの保守派と立場を異にするとともに、リベラル派の主要教義にも異を唱える。ここでリベラル派の主要教義というのは、経済における自由放任主義への批判、環境主義の擁護、持続可能な環境利用、地域コミュニティ内での生産と交換の強調である。また、デニーンは進歩的な性の解放を批判し、上に述べたようなリベラル派の基本的な理念を推し進めるテクノロジーへ疑問を呈している。デニーンへの影響が見られるものとして、ラトガース大学の教員だった Wilson Carey McWilliams の民主的コミュニタリアニズム、自由民主主義の「親しき批判者」アレクシス・ド・トクヴィル、社会史学者で現代リベラリズムの批判者 (特に現代リベラリズム下ではエリートが大衆から遊離する傾向にあることを批判している) クリストファー・ラッシュ、農業エッセイスト・小説家・詩人のウェンデル・ベリーなどが挙げられる。デニーンは以前から複数の著述でリベラリズムに対する批判的立場を表明している。リベラリズムに批判的である理由としては、個人主義化の傾向、文化と伝統に対する敵意、宗教的信仰の浸食、社会的連帯の非人格化と断片化、自然・家族・共同体への敵意を挙げている。こうした批判は、1990年代後半から2000年代を通じて、学術的著述やより一般向けのものに見て取れるが、2018年の著作 Why Liberalism Failed で頂点に達した。
デニーンは自分の学生に西洋文明の歴史の知識が欠如していることを嘆いている。
私の学生たちは、……西洋文明の極致にある。西洋文明とは自分自身のことほとんどすべてを忘れてしまい、その結果としてみずからの文化に対するほぼ完璧な無関心を獲得した文明のことだ……。学生全般にみられるこの無知は、単なる事故でも不幸でもなく、もっとよい高校教師を雇用するか、読書リストをましなものにすれば、修正可能な産物である。これは、文明がみずからの死にコミットしてきたことの結果である。われわれの学生たちにとって歴史がもはや不要であるということは、西洋文明にとってはみずからの歴史が歩みをやめ滅びゆくことを示しているのだ。

## 著書
デニーンには単著4冊、共著3冊がある。
単著
- The Odyssey of Political Theory (Rowman & Littlefield, 2000)
- Democratic Faith (Princeton University Press, 2005)
- Conserving America? Thoughts on Present Discontents (St. Augustine Press, 2016)
- Why Liberalism Failed (Yale University Press, 2018).[2][3] (邦訳:『リベラリズムはなぜ失敗したのか』原書房)[4]

共著
- Democracy's Literature: Politics and Fiction in America (with Joseph Romance) (Rowman & Littlefield, 2005)
- The Democratic Soul: A Wilson Carey McWilliams Reader (with Susan McWilliams) (University Press of Kentucky, 2011)
- Redeeming Democracy in America (with Susan McWilliams) (University Press of Kansas, 2011)

その他以下のようなものがウェブ上で読める。
- "First Things"
- "The American Conservative"
- "Front Porch Republic"
- "What I Saw in America"